# Laurent Viérin
Laurent Viérin (pron. fr. AFI: [lɔʁɑ̃ vjeʁɛ̃]) (Aosta, 7 agosto 1975) è un politico italiano, presidente della regione Valle d'Aosta dall'ottobre 2017 al giugno 2018.

## Biografia
Nato a Aosta il 7 agosto 1975 ma originario e residente a Jovençan, è figlio dell'ex presidente della regione Dino Viérin. Laureato in politiche amministrative, ha esercitato il mestiere di insegnante. Milita a partire dall'età di 15 anni nella Jeunesse Valdôtaine, movimento giovanile dell'Union Valdôtaine.

## Carriera politica
Viene eletto in Consiglio comunale a Jovençan per la prima volta nel 1995. Dopo le successive elezioni comunali, diventa assessore alla cultura nel 2000. Nel 2003 entra per la prima volta come consigliere nel Conseil de la Vallée. Il 26 luglio 2006 è eletto assessore regionale all'istruzione e cultura, incarico che mantiene fino al 5 dicembre 2012.
Nel 2012 si allontana dall'Union Valdôtaine per fondare, insieme a Andrea Rosset e a Luciano Caveri, il gruppo dell'Union Valdôtaine Progressiste. Nel 2013 è candidato per la sola Uvp alle elezioni politiche, alla Camera, dove sfiora l'elezione. Alle successive regionali, nello stesso anno, è confermato consigliere, all'opposizione. Torna in maggioranza con l'Uv per essere eletto assessore alla salute e politiche sociali nella giunta di Augusto Rollandin, dal 7 giugno 2016 al 10 marzo 2017. È fautore del "ribaltone" che mette in minoranza Uv e Pd, ed è eletto assessore all'agricoltura e risorse naturali e vicepresidente della Regione nella 29ª giunta, formata da Uvp, Stella Alpina, Autonomie Liberté Participation Écologie (ALPE) e Pour Notre Vallée; resta in carica fino al 13 ottobre 2017. Negli ultimi due giorni del mandato, svolge l'incarico di facente funzione di presidente della Regione, dopo le dimissioni di Pierluigi Marquis.

### Presidente della Valle d'Aosta
È eletto presidente della Regione autonoma il 13 ottobre 2017, tornando in alleanza con Uv e Pd per formare la 30ª giunta regionale.
Di seguito è riportata la composizione della giunta da lui presieduta.
|  | Assessore                                                                  | Partito           | Incarico                                                                          |
|  | -------------------------------------------------------------------------- | ----------------- | --------------------------------------------------------------------------------- |
|  | Laurent Viérin                                                             | UVP               | Presidente della Regione                                                          |
|  | Emily Rini                                                                 | UV                | Vicepresidente della Regione Assessore all'istruzione e cultura                   |
|  | Alessandro Nogara                                                          | UVP               | Assessore all'agricoltura e risorse naturali                                      |
|  | Jean-Pierre Guichardaz                                                     | PD - Sinistra VdA | Assessore alle attività produttive, energia, politiche del lavoro e ambiente      |
|  | Ego Perron (fino al 10 novembre 2017) Renzo Testolin (dal 10 gennaio 2018) | UV                | Assessore al bilancio, finanze, patrimonio e società partecipate                  |
|  | Mauro Baccega                                                              | EPAV              | Assessore alle opere pubbliche, difesa del suolo e edilizia residenziale pubblica |
|  | Luigi Bertschy                                                             | UVP               | Assessore alla sanità, salute e politiche sociali                                 |
|  | Aurelio Marguerettaz                                                       | UV                | Assessore al turismo, sport, commercio e trasporti                                |

Alle elezioni regionali del 2018 viene eletto per la quarta volta in Consiglio regionale nella lista dell'UVP con 2.223 preferenze. Cessato il mandato di Presidente della Regione con l'elezione di Nicoletta Spelgatti, viene eletto consigliere segretario del Consiglio Valle. Il 10 dicembre 2018, con la nascita della giunta regionale guidata da Antonio Fosson, viene eletto assessore al turismo, sport, commercio, agricoltura e beni culturali. Il 14 dicembre 2019 si dimette insieme al presidente Fosson e all’assessore Borrello in seguito all’avviso di garanzia ricevuto nell'ambito di un'inchiesta sui rapporti tra 'ndrangheta e politica. La vicenda si risolverà poi nel 2022 con la definitiva archiviazione disposta su richiesta della stessa Procura.

## Procedimenti giudiziari
Il 14 marzo 2021 la Procura della Repubblica di Torino, nell'ambito dell'inchiesta Egomnia, ha chiuso le indagini a suo carico con l'imputazione di concorso in scambio elettorale politico mafioso alle elezioni regionali del 2018. Secondo la Direzione distrettuale antimafia di Torino, che ha coordinato le indagini dei carabinieri del Reparto Operativo di Aosta, nella qualità di presidente della Regione Valle d’Aosta avrebbe accettato la “promessa di procurare voti” di due presunti ‘ndranghetisti, in cambio “della promessa di agevolarli nei rapporti con l’attività amministrativa della Regione Valle d’Aosta, con particolare riguardo alla soluzione dei problemi legati all’esecuzione di appalti e lavori nel settore dell’edilizia privata, all’ottenimento di lavori pubblici per ditte e società riconducibili ad appartenenti” alla ‘ndrangheta “o a persone ad essi vicine”.
A settembre 2022 il procedimento è stato definitivamente chiuso a seguito di decreto di archiviazione disposta dal GIP su richiesta della procura stessa, ponendo fine a questa vicenda.

## Onorificenze
È stato decorato Chevalier des Arts et des Lettres per il suo impegno in favore della francofonia.

## Altre attività
È autore di testi teatrali in patois valdostano, soprattutto per la compagnia teatrale La ville de Cordèle di Jovençan. Ha sensibilmente favorito lo sviluppo delle lingue regionali valdostane, arpitane e walser, durante il suo mandato di assessore all'istruzione.